# Al-Muïzz Àybak
Al-Màlik al-Muïzz Izz-ad-Din Àybak —àrab: الملك المعز عز الدين أيبك, al-Malik al-Muʿizz ʿIzz ad-Dīn Aybak—, més conegut simplement com al-Muïzz Àybak, fou un soldà mameluc bahrita o kiptxak del Caire (1250-1257). El nom Àybak està format per la combinació de les paraules turques ay, ‘lluna’, i beg, arabitzada bak, ‘príncep’.
Encara que Àybak és considerat pels historiadors com a mameluc, de fet complia a la cort d'as-Sàlih Ayyub la funció d'amir o comandant militar, i no pas la de mameluc. El rang que tenia Àybak era de khawanja, és a dir de comptable del soldà.

## Origen i inicis de la carrera

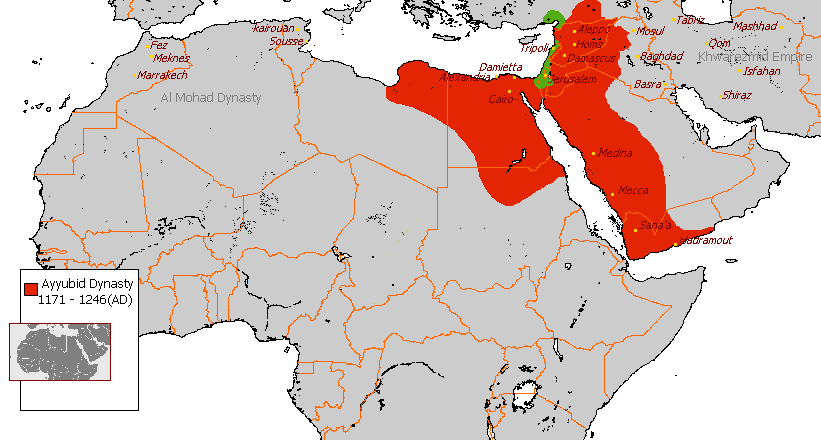
Domini aiúbida abans que els mamelucs prenguessin el poder a Egipte.

Nomenat per as-Sàlih Ayyub, era conegut entre els mamelucs bahrites com Àybak at-Turkumaní. Va arribar a la posició d'amir i va treballar com a jaxnkir —el que tastava el menjar i la beguda del soldà. Tenia el rang de khawanja o comptable.
Després de la mort d'as-Sàlih Ayyub, durant la invasió franca de Damiata en 1249 i l'assassinat tràgic del seu hereu i fill Turan-Xah ibn as-Sàlih Ayyub el 1250, Xàjar-ad-Durr, la vídua d'as-Sàlih Ayyub, amb l'ajuda i suport dels mamelucs del seu marit, va prendre el tron i va esdevenir sultana d'Egipte. Els aiúbides perderen d'aquesta manera el control sobre Egipte.
Tant els aiúbides de Síria com el califa abbàssida al-Mustàssim a Bagdad desafiaren el moviment mameluc a Egipte i es negaren a reconèixer Xàjar-ad-Durr com a sultana, però el mamelucs renovaren el seu jurament a la sultana i assignaren Àybak per a la posició principal d'atabeg.

## Pujada al poder
Molest quan els amirs de Síria es negaren a retre homenatge a Xàjar-ad-Durr i van donar Damasc a an-Nàssir Yússuf ibn al-Aziz, emir aiúbida d'Alep, Àybak es va casar amb Xàjar-ad-Durr, que aleshores va renunciar al sultanat i va passar el tron al seu marit després d'haver governat durant 80 dies.
A Àybak, el nou soldà d'Egipte, se li va donar el nom reial d'al-Màlik al-Muïzz. Fins llavors Àybak confiava principalment en tres mamelucs: Faris-ad-Din Aktai, Bàybars al-Bunduqdarí, i Bilban ar-Raixidí.
Per tal de consolidar la posició d'Àybak i intentar satisfer els seus adversaris a Síria i Bagdad, els mamelucs van instal·lar com a soldà un nen de 6 anys, al-Màlik Xaraf Mudhàffar-ad-Din Mussa, membre de la branca iemenita de la família aiúbida, i anunciaren que Àybak era només un representant del califa abbàssida de Bagdad. A més a més, i per mostrar la seva lleialtat al seu mestre difunt as-Sàlih Ayyub, Àybak va fer una cerimònia de funeral per ell i el va enterrar a la tomba que as-Sàlih havia construït abans de la seva mort prop de la seva madrassa, al districte de Bayna-l-Qasrayn al Caire.

## Desafiament aiúbida
An-Nàssir Yússuf d'Alep (i Damasc) va enviar les seves forces al Gaza per tal de conquerir Egipte i enderrocar Àybak, però les seves forces foren derrotades per l'amir Faris-ad-Din Aktai. Llavors an-Nàssir va reunir un exèrcit enorme i va topar amb l'exèrcit d'Àybak prop d'As-Salihiyya, però al final de la batalla fou forçat a fugir a Damasc mentre el seu fill Turan-Xah, el seu germà Nusrat-ad-Din i al-Màlik al-Àixraf, l'emir de Hama, estaven entre els presoners capturats per l'exèrcit d'Àybak. Els triomfs d'Àybak sobre els aiúbides de Síria van consolidar la seva posició com a governant d'Egipte. Per la mediació del califa abbàssida, Àybak va alliberar els presoners aiúbides i va obtenir el control sobre la Palestina meridional, incloent-hi Gaza i Jerusalem, i la costa siriana. Sentint-se segur per les seves victòries i el seu acord amb els aiúbides, Àybak va deposar el jove soldà aiúbida i va nomenar el seu mameluc Qútuz com a nàïb el 1252.

## Rebel·lió
El 1253 es va produir una rebel·lió seriosa dirigida per Hisn-ad-Din Thàlab a l'Alt i Mitjà Egipte, sufocada per Faris-ad-Din Aktai, el líder dels mamelucs bahrites. La victòria d'aquest sobre els sirians i ara sobre els rebels, va augmentar el prestigi i el poder d'Aktai i els seus mamelucs es van convertir en una nova amenaça per a l'autoritat d'Àybak. Aktai va prendre els signes de la reialesa i es va prometre amb una princesa aiúbida, exigint a Àybak que li permetés viure dins de la ciutadella amb la seva futura muller, que era la germana d'al-Màlik al-Mansur, l'emir de Hama. Aquest fet va convèncer Àybak que Aktai i els seus mamelucs tenien la intenció d'enderrocar-lo i per aquest motiu decidí lliurar-se'n.

## Mesures contra els mamelucs
En una conspiració amb Qútuz i uns quants mamelucs, Àybak va convidar Aktai a la ciutadella i el va fer assassinar. En veure el cap d'Aktai llançat des de la ciutadella, els mamelucs bahrites, entre ells Baybars al-Bunduqdari i Qalàwun al-Alfi, fugiren durant la nit cap a Damasc, al-Karak i el Soldanat de Rum. Àybak va confiscar les propietats dels mamelucs bahrites i s'apoderà d'Alexandria, que Aktai controlava com a domini propi des de 1252. Els que no van poder fugir foren empresonats o executats. Tan aviat com Aktai i els seus mamelucs bahrites foren eliminats, Àybak va destronar el soldà infant al-Àixraf II i l'envià de retorn a casa de les seves ties, que era la casa seva abans que el fessin soldà. Ara Àybak era l'absolut i únic governant d'Egipte i parts de Síria, però en breu signà un nou acord amb an-Nàssir Yússuf ibn al-Aziz que limitava el seu poder només a Egipte.
El 1255 una nova rebel·lió, dirigida per Izz-ad-Din Àybak al-Afram, tenia lloc a l'Alt Egipte i les forces d'an-Nàssir Yússuf arribaren fins a la frontera egípcia, aquesta vegada acompanyat pels mamelucs bahrites que havien fugit a Síria, incloent-hi Bàybars al-Bunduqdarí i Qalàwun al-Alfí.

## Final estrany
Tot necessitant establir alguna aliança amb algun emir important que el pogués ajudar en contra de l'amenaça dels mamelucs fugits a Síria, Àybak va decidir el 1257 casar-se amb la filla d'Abu-l-Fadàïl al-Màlik ar-Rahim Lulu Badr-ad-Din, l'atabeg de Mossul. Xàjar-ad-Durr, que ja tenia discussions amb Àybak, es va sentir traïda per l'home que havia fet soldà i el va fer assassinar. En morir, el 10 d'abril de 1257, tenia aproximadament 60 anys i tenia diversos fills, entre ells Nàssir-ad-Din-Khan i al-Mansur Alí.
Els mamelucs d'Àybak —mamelucs muizzites—, dirigits per Qútuz, van instal·lar al poder al-Mansur Alí, fill d'Àybak, de 15 anys, que prengué el nom d'al-Màlik al-Mansur Nur-ad-Din Alí, Qútuz en fou designat nàïb.

## Impacte
Àybak no agradava ni fou respectat pels egipcis encara que és recordat pels historiadors com un soldà coratjós i generós. Va construir una madrassa al Caire coneguda pel nom d'al-Madrassa al-Muizziyya.
Àybak va governar en un temps turbulent. A més a més dels seus conflictes amb an-Nàssir Yússuf a Síria i l'amir Aktai i els seus mameluks a Egipte, hi havia amenaces de forces externes, com els croats dirigits per Lluís IX de França, que eren a Acre esperant el moment oportú per aconseguir un èxit contra els musulmans després de la seva derrota humiliant a Egipte el 1250, i els mongols dirigits per Hülegü, que estaven començant a atacar les fronteres orientals del món islàmic.
Abans de les seves morts, Àybak i Xàjar-ad-Durr havien establert fermament la dinastia mameluca que rebutjaria finalment els mongols, expulsaria els croats europeus de Terra Santa i romandria la força política més forta de l'Orient Mitjà fins a l'arribada dels otomans.